# Zasłonak kleisty

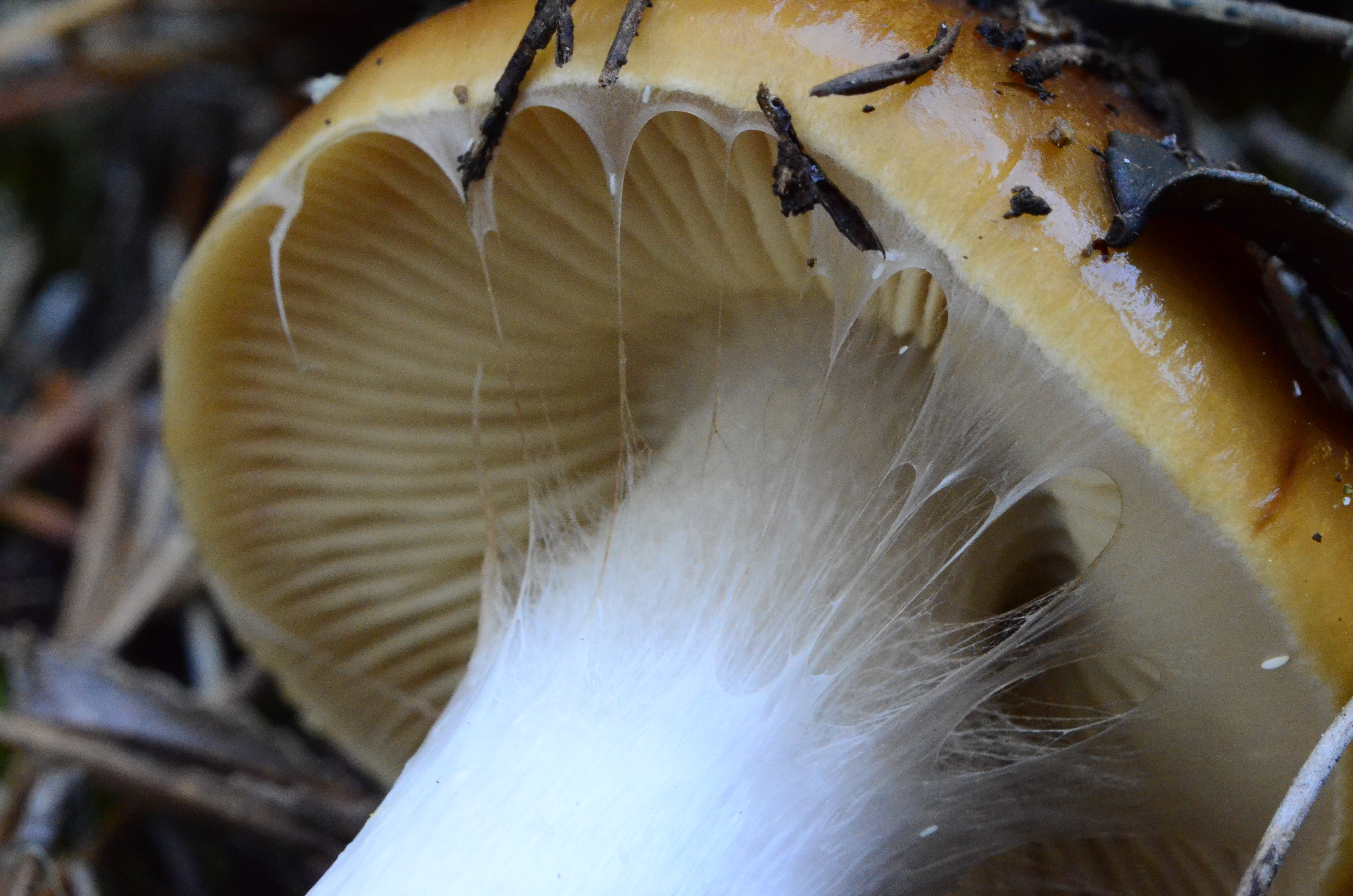
Dojrzałe owocniki

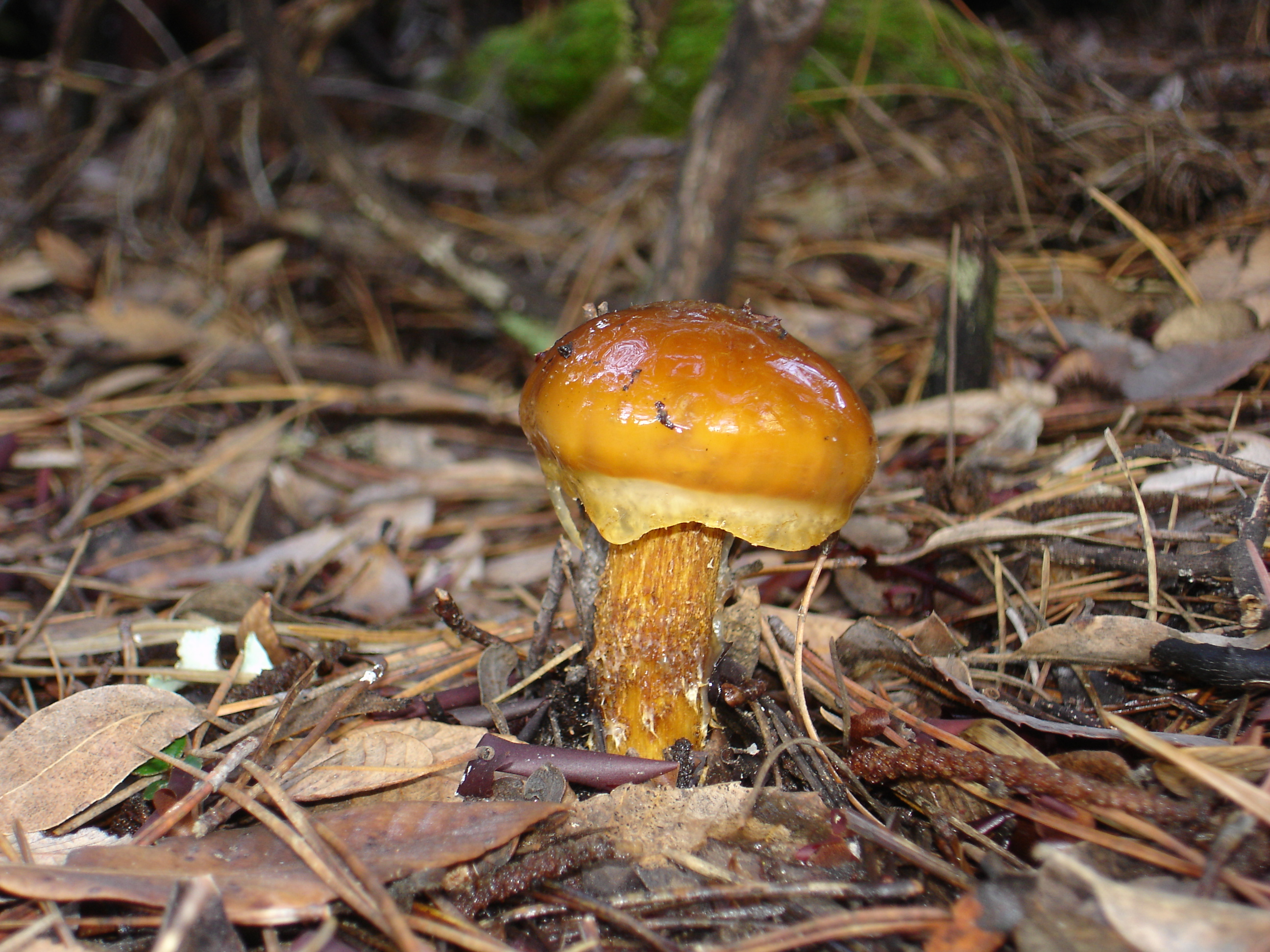
Młody owocnik

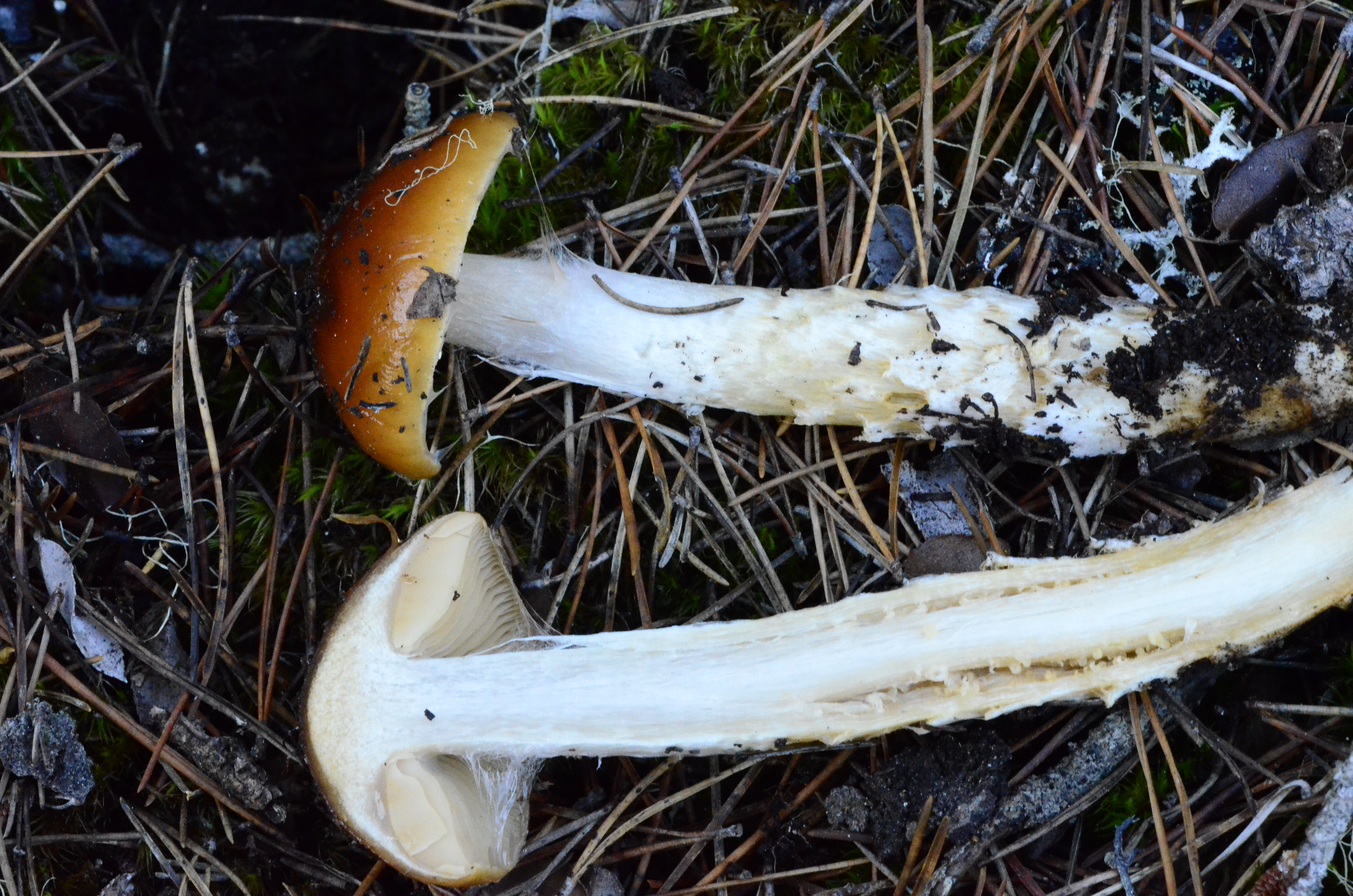

Zasłonak kleisty (Cortinarius mucosus (Bull.) E. Berger) – gatunek grzyba z rodziny zasłonakowatych (Cortinariacae).

## Systematyka i nazewnictwo
Pozycja w klasyfikacji według Index Fungorum: Cortinarius, Cortinariaceae, Agaricales, Agaricomycetidae, Agaricomycetes, Agaricomycotina, Basidiomycota, Fungi.
Po raz pierwszy takson ten zdiagnozował w 1792 r. Jean Baptiste François Pierre Bulliard, nadając mu nazwę Agaricus mucosus. Obecną, uznaną przez Index Fungorum nazwę nadał mu w 1846 r. Ernst Berger, przenosząc go do rodzaju Cortinarius.
Synonimy naukowe:
- Agaricus collinitus ß mucosus (Bull.) Fr. 1821
- Agaricus mucosus Bull. 1792
- Cortinarius collinitus var. mucosus (Bull.) Fr. 1838
- Myxacium mucosum (Bull.) P. Kumm. 1871

Nazwę polską nadał Andrzej Nespiak w 1975 r. W polskim piśmiennictwie mykologicznym gatunek ten opisywany był też jako flegmiak kleisty.

## Morfologia
Kapelusz
Średnica kapelusza od 4 do 12 cm, za młodu jest półkulisty, potem łukowaty, na koniec rozpostarty. Kolor od żółtobrązowego do jasnokasztanowobrązowego. W czasie wilgotnej pogody lepki, śluzowaty i kleisty, w czasie suchej błyszczący.
Blaszki
Od białawych po gliniastobrązowawe zwykle wąskie i zbiegające do trzonu, lub do niego przyrośnięte.
Trzon
Wysokość 5–10 cm, grubość 8–18 mm, walcowaty, pełny, czasami tylko zgrubiały u nasady. Przeważnie do 2/3 wysokości pokryty jest białą i śliską zasnówką, powyżej której jest brązowiejący.
Miąższ
Białawy do kremowego, bez smaku i zapachu.
Wysyp zarodników
Rdzawobrunatny. Zarodniki elipsoidalne lub migdałkowate, gładkie, o rozmiarach 12–15 × 6–7 μm.
Gatunki podobne
- zasłonak śluzowaty (Cortinarius collinitus). Wyglądem różni się niewiele: ma tylko nieco inny kolor kapelusza (od żółtopomarańczowego do brązowopomarańczowego) i trzon fioletowo-brązowy, często zwężony dołem. Rośnie tylko pod świerkami;
- zasłonak pospolity (Cortinarius trivialis). Ma ochrowożółtobrązowy kapelusz i wałeczki śluzu na trzonie[4].

## Występowanie i siedlisko
Jest szeroko rozprzestrzeniony w północnej części Ameryki Północnej i Europie. W Europie jego północna granica zasięgu sięga aż po archipelag Svalbard w Arktyce. W Polsce jest pospolity.
Naziemny grzyb mykoryzowy. Rośnie głównie w lasach sosnowych na glebach piaszczystych. Miejscami występuje pospolicie. Owocniki wytwarza od sierpnia do listopada.

## Znaczenie
Grzyb jadalny, ale istnieje możliwość pomyłki – podobny jest do innych zasłonaków, dlatego nie zaleca się jego spożywania. Wykazano, że zasłonaki kleiste zebrane w północnej Polsce zawierały wyższe stężenia rtęci niż gleba na której rosły – ze względu na bioakumulację.